# デビッド・ポーコック
デビッド・ポーコック（David Pocock 1988年4月23日 - ）は 、オーストラリアの政治家、元ラグビーユニオン選手。現役時代のポジションはオープンサイドフランカー。

## 人物
1988年4月23日、ジンバブエのグウェルで生まれる。身長183cm、体重100kg。愛称は「Bam Bam」。

## キャリア
2002年、オーストラリアに移住、ブリスベンのアングリカン・チャーチ・グラマースクール卒業。スクール在学時の2005年、ラグビーオーストラリア高校代表(School Boys)に選出される。アングリカン・チャーチ・グラマースクールのラグビークラブのトップチーム(1st ＸＶ)にはクエイド・クーパーがいた。
2006年、スーパー14(現スーパーラグビー）のウェスタン・フォースに加入。
2007年、オーストラリアＡ代表に選出、パシフィックネイションズカップ(2007 IRB Pacific Nations Cup)に出場、多くのゲームでマンオブザマッチ(Man of the match)になる活躍を見せる。
2008年、ワラビーズに選出、イタリア戦で代表デビュー。それまで長くワラビーズのフランカーを務めてきたジョージ・スミスと同じポジションのため、後半からか、スミス欠場の場合の出場だったが、2010年から先発に定着し、同年、ラグビー協会のThe 2010 John Eales Medalを受賞。翌年のワールドカップの代表スコッドに選出される。
2013年、ブランビーズに移籍。
2015年のワールドカップメンバーに選出され、個人での最多ターンオーバー数(出場5試合で17回)を記録した。
2016年、3年契約でパナソニック ワイルドナイツに加入。同年12月10日に行われたジャパンラグビートップリーグ第11節のホンダヒート戦にて先発出場で日本での公式戦初出場を果たす。
2020年10月、パナソニックからの退団を発表し、同時に現役を引退した。
2022年5月、オーストラリア総選挙に無所属で上院議員に立候補して当選確実。

## 受賞歴
- 2017～2018ジャパンラグビートップリーグベストフィフティーン